# 会津鉄道AT-300形気動車
会津鉄道AT-300形気動車 （あいづてつどうAT-300がたきどうしゃ）は、1999年（平成11年）にJR東日本キハ30形気動車から1両が改造され、2009年（平成21年）まで使用された会津鉄道の観光用気動車である。側窓が撤去された開放型の車両で、日本で初めての自走型トロッコ車両である。

## 概要
会津鉄道が担う会津地方への観光客輸送は1990年代後半の景気低迷により旅客数が減少しており、輸送需要増加の施策を打つ必要に迫られる中、会津鉄道会津線沿線の景観鑑賞を目的としたトロッコ車両の導入が計画された。会津鉄道の経営状況から自力での観光車両導入が困難だったため、導入費用約4,300万円は全額日本宝くじ協会からの助成に拠って賄われた。
JR東日本高崎運転所（現・ぐんま車両センター）で1996年（平成8年）に廃車されたキハ30 18を購入し、新潟鐵工所でトロッコ車両に改造され、1999年（平成11年）4月29日から運転を開始した。お座敷気動車、展望気動車などと編成を組んで使用されたが、老朽化によってAT-350形と交代し、2009年（平成21年）に廃車された。

## 構造

### 車体

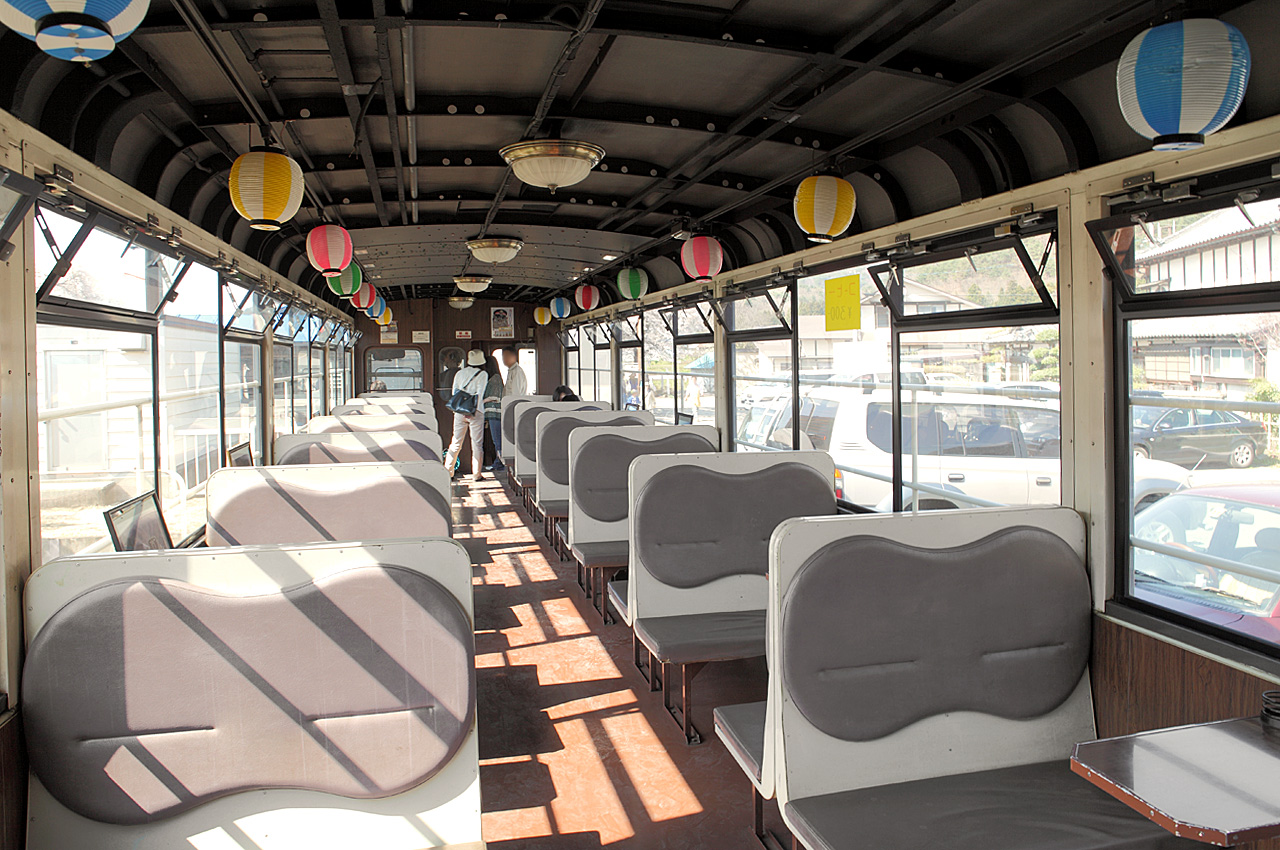
車内

JR東日本キハ30 18から改造され、新潟鐵工所にて種車の車体のうち、後位側（会津高原側）の客用扉左右各1か所と運転席を残し、すべての側窓と客用扉左右各2か所を撤去、オープン構造に改造された。旅客の転落防止のため手すりが2段設置された。外装は黄色を主体とする塗装となった。客室内には4人掛ボックスシート15組と、運転席を向いた2人掛座席3組が設けられた。運転席は全室式から左隅式に改造されたが、乗務員扉は左右とも残された。後位側運転席直後には車椅子スペースが設けられている。

### 走行装置

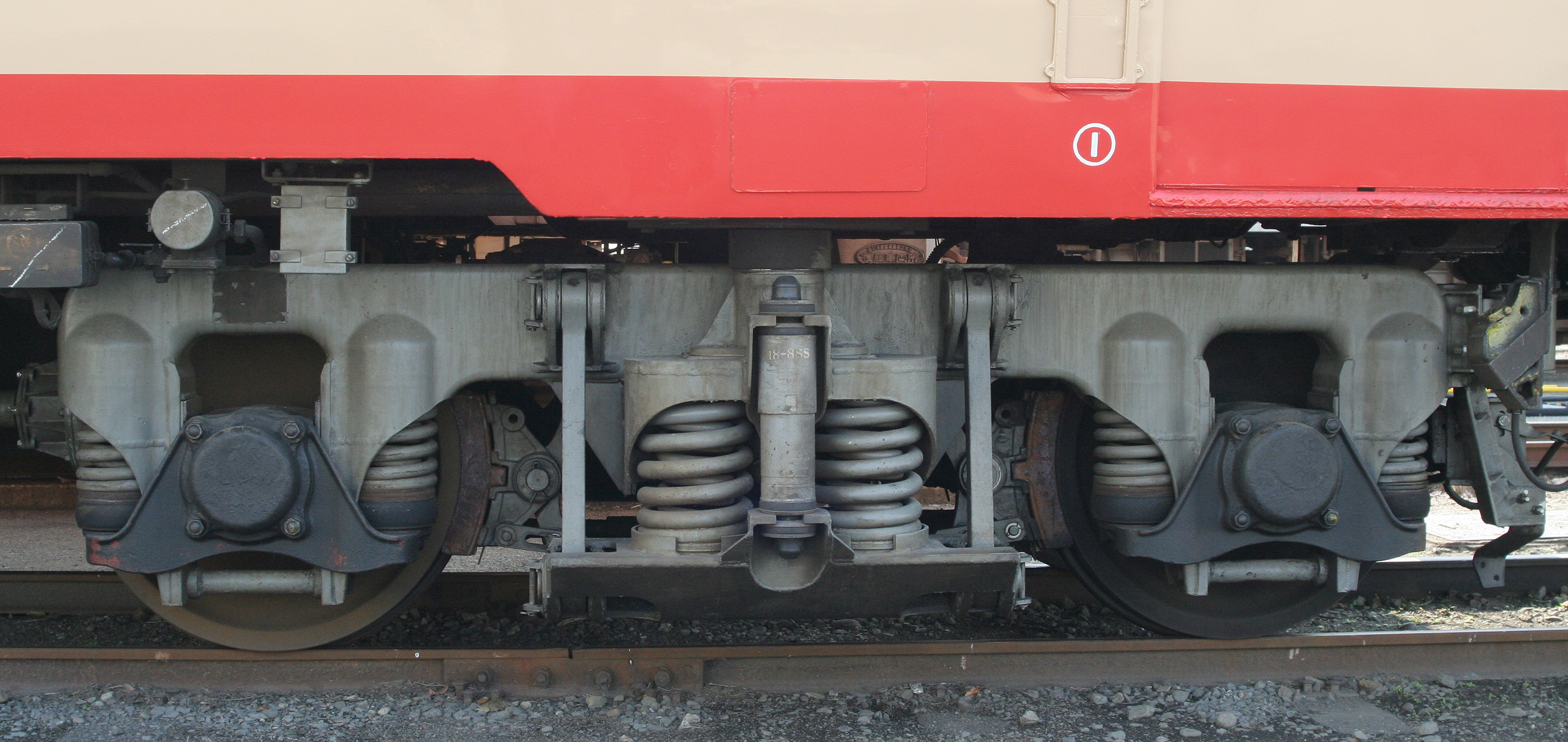
DT-22C台車

走行装置は種車のものが流用された。エンジンはJR時代にカミンズ製DMF14HZディーゼルエンジン（定格出力184 kW / 2,000 rpm）に換装されており、1基を搭載、新潟コンバーター製DF115A液体式変速機を介して動力が台車に伝達される。前位側台車は動台車DT22C、後位側は従台車TR51Bである。制動装置はDA1A自動空気ブレーキである。

## 車歴
| 車両番号 | 製造      | 機関更新   | JR廃車     | 会津入籍  | 会津廃車   |
| -------- | --------- | ---------- | ---------- | --------- | ---------- |
| 301      | 1964年2月 | 1991年10月 | 1996年10月 | 1999年3月 | 2009年12月 |

## 運用

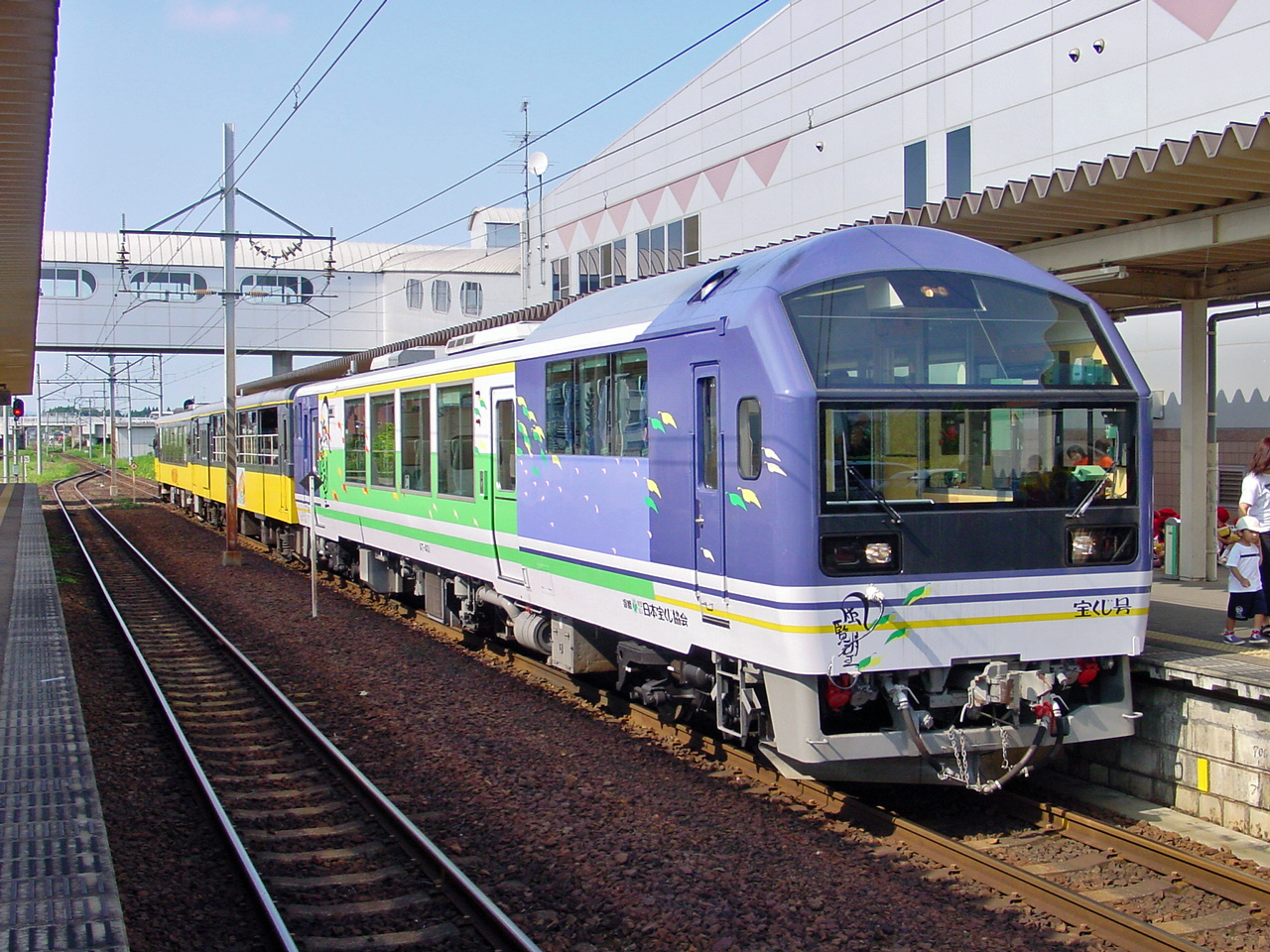
「お座トロ展望列車」
阿武隈急行に貸し出された際の姿
2003年7月12日 角田駅にて

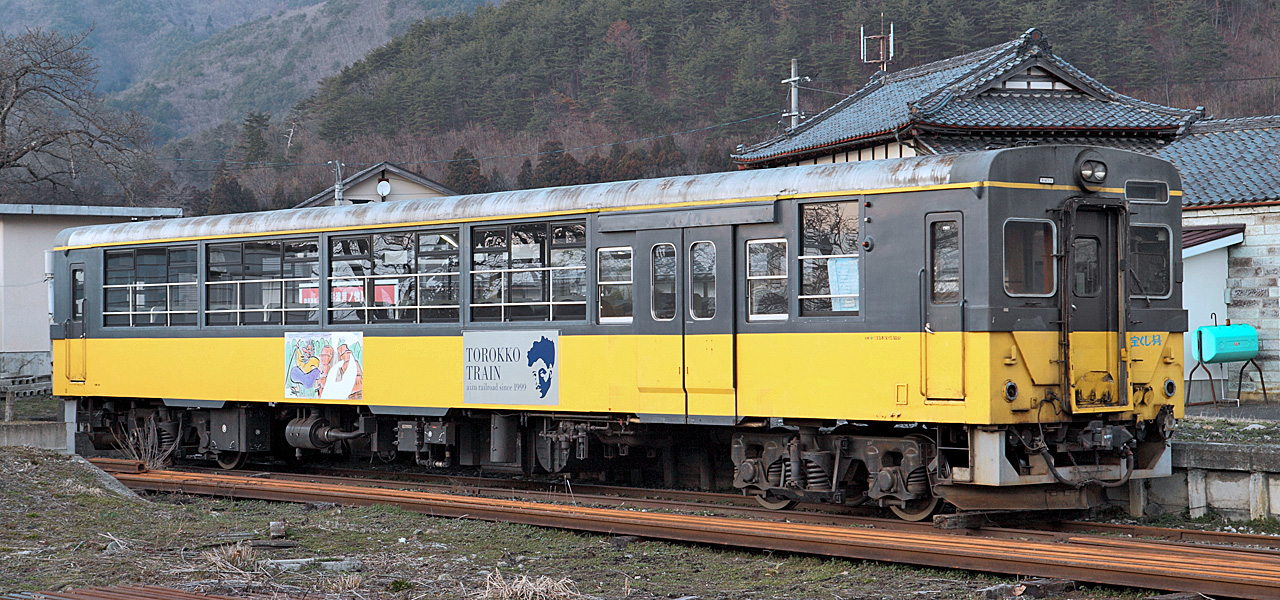
芦ノ牧温泉駅に保存されたAT-301

1999年（平成11年）4月29日に運転を開始。雨天の場合に乗客が退避できるよう、初年度はAT-300形と塗装をあわせたAT-150形と2両編成で運転された。その後2000年（平成12年）7月からはお座敷改造されたAT-103との2両編成で「お座トロ列車」として、2003年（平成15年）からは展望車両として導入されたAT-400形を加えた3両編成の「お座トロ展望列車」として会津若松駅 - 会津高原尾瀬口駅間で運用された。2003年（平成15年）7月12日・13日には阿武隈急行に貸し出され、保原駅 - 槻木駅間で各日2往復運転された。
2009年（平成21年）にAT-350形と交代して廃車され、芦ノ牧温泉駅に保存された。

### 書籍
- 寺田祐一『私鉄気動車30年』JTBパブリッシング、2006年。ISBN 4-533-06532-5。

### 雑誌記事
- 『鉄道ピクトリアル』通巻582号「新車年鑑1999年版」（1999年10月・電気車研究会）
  - 「1998年のニューフェイス 民鉄車両編」 pp. 13-20
  - 藤井信夫、大幡哲海、岸上明彦「各社別車両情勢」 pp. 91-107
  - 会津鉄道（株）運輸部 佐藤啓一「会津鉄道 AT300形」 pp. 111
  - 「車両諸元表」 pp. 174-175
  - 「1998年度車両動向」 pp. 176-185

- 『鉄道ピクトリアル』通巻738号「鉄道車両年鑑2003年版」（2003年10月・電気車研究会）
  - 会津鉄道（株）運輸部 佐藤啓一「会津鉄道 AT-400形」 pp. 135-137

- 『鉄道ピクトリアル』通巻742号「特集 キハ35・45系」（2004年2月・電気車研究会）
  - 「国鉄通勤型・近郊型 ディーゼル動車のあゆみ」 pp. 10-32
  - 「キハ35・45系　車歴表」 pp. 64-74

- 『鉄道ピクトリアル』通巻840号「鉄道車両年鑑2010年版」（2010年10月・電気車研究会）
  - 岸上 明彦「2009年度民鉄車両動向」 pp. 116-142
  - 会津鉄道（株）運輸部運輸課 川原田宏「会津鉄道AT350形」 pp. 143-144
  - 「各社別新造・改造・廃車一覧」 pp. 212-225